# Amathia acervata
Amathia acervata är en mossdjursart som beskrevs av Jean Vincent Félix Lamouroux 1824. Amathia acervata ingår i släktet Amathia och familjen Vesiculariidae. Inga underarter finns listade i Catalogue of Life.